# Pumped Up Kicks
"Pumped Up Kicks" er en sang af det amerikanske indie pop band Foster the People. Sangen blev udsendt som gruppens debutsingle i september 2010, og blev senere udgivet på gruppens EP Foster the People og debutalbummet Torches.
Sangen har forårsaget en hel del debat i Amerika, fordi det beskriver følelser om oprørstrang hos utilfredse unge mennesker.[kilde mangler]

## Eksterne links
- Officiel Video på YouTube Vevo

| Musik | Spire Denne musikartikel er en spire som bør udbygges. Du er velkommen til at hjælpe Wikipedia ved at udvide den. |